# Річард Овері
Річард Джеймс Овері (англ. Richard James Overy; 23 грудня 1947, Лондон, Велика Британія) — британський історик, автор багатьох книг про Другу світову війну та Третій Рейх. У 2007 році Овері склав для газети «Таймс» список 50 найбільш важливих подій світової історії.

## Життєпис
Річард Джеймс Овері народився 23 грудня 1947 року в Лондоні. Закінчив Коледж Ґонвілл і Кайус Кембріджського університету. У 1972 — 1979 роках викладав у Кембріджському університеті. Після чого в 1980 — 2006 роках викладав у лондонському Королівському коледжі сучасну історію, з 1994 року професор. З 2006 року викладає у Ексетерському університеті. Член Королівського історичного товариства та Британської академії.
Річард Овері фахівець з історії Третього рейху та Другої світової війни.

## Нагороди та почесні звання
- 1977 — Член ради Королівського історичного товариства
- 1983 — Премія Ештона[3]
- 2000 — Член Британської академії
- 2003 — Член Королівського коледжу
- 2001 — Премія Семюеля Еліота Морісона
- 2004 — Історична премії Вольфсона
- 2005 — Премія Гесселль-Тільмана

## Публікації
- William Morris, Viscount Nuffield (1976), ISBN 0-900362-84-7
- The Air War: 1939—1945 (1980), ISBN 1-57488-716-5
- The Nazi Economic Recovery, 1932—1938 (1982), ISBN 0-521-55286-9
- Goering: The «Iron Man» (1984), ISBN 1-84212-048-4
- All Our Working Lives (with Peter Pagnamenta, 1984), ISBN 0-563-20117-7
- The Origins of the Second World War (1987), ISBN 0-582-29085-6.
- Debate: Germany, 'Domestic Crisis' and War in 1939" pages 200—240 from Past and Present, Number 122, February 1989 reprinted as «Debate: Germany, 'Domestic Crisis' and the War in 1939» from The Origins of The Second World War edited by Patrick Finney, Edward Arnold: London, United Kingdom, 1997, ISBN 0-340-67640-X.
- The Road To War (with Andrew Wheatcroft, 1989), ISBN 0-14-028530-X
- The Inter-War Crisis, 1919—1939 (1994), ISBN 0-582-35379-3
- War and Economy in the Third Reich (1994), ISBN 0-19-820290-3
- Why the Allies Won (1995), ISBN 0-224-04172-X
- The Penguin Historical Atlas of the Third Reich (1996), ISBN 0-14-051330-2
- The Times Atlas of the Twentieth Century (ed., 1996), ISBN 0-7230-0766-7
- Bomber Command, 1939–45 (1997), ISBN 0-00-472014-8
- Russia's War: Blood upon the Snow (1997), ISBN 1-57500-051-2
- The Times History of the 20th Century (1999), ISBN 0-00-716637-0
- The Battle (2000), ISBN 0-14-029419-8 (republished as The Battle of Britain: The Myth and the Reality)
- Interrogations: The Nazi Elite in Allied Hands, 1945 (2001), ISBN 0-7139-9350-2 (republished as Interrogations: Inside the Minds of the Nazi Elite)
- Germany: A New Social and Economic History. Vol. 3: Since 1800 (ed. with Sheilagh Ogilvie, 2003), ISBN 0-340-65215-2
- The Times Complete History of the World (6th ed., 2004), ISBN 0-00-718129-9
- The Dictators: Hitler's Germany and Stalin's Russia (2004), ISBN 0-7139-9309-X
- Collins Atlas of Twentieth Century History (2005), ISBN 0-00-720170-2
- Imperial War Museum's Second World War Experience Volume 1: Blitzkrieg (2008), ISBN 978-1-84442-014-8
- Imperial War Museum's Second World War Experience Volume 2: Axis Ascendant (2008), ISBN 978-1-84442-008-7
- 1939: Countdown to War (2009), ISBN 978-960-16-3467-8
- The Morbid Age: Britain Between the Wars (2009), ISBN 978-0-7139-9563-3
- The Bombing War: Europe 1939—1945 (2013), ISBN 0713995610 (later published as The Bombers and the Bombed: Allied Air War Over Europe, 1940—1945, ISBN 978-0-670-02515-2)